# Charlotte Garneij
Charlotte Garneij, född 1782, död 1841, var en svensk dagboksförfattare. 
Hon var dotter till metallurgen Johan Carl Garneij och Maria Helena Berg. Hon gifte sig aldrig. Efter faderns död 1808 höll hon och hennes mor flickpension i sitt hem i Kristinehamn under 1810-talet. 
Familjens arkiv är bevarat och anses ge en värdefull beskrivning av livet för en svensk borgarfamilj vid 1800-talets början. Bland dessa finns Charlottes dagboksanteckningar. 